# Petra Kolínská
Petra Kolínská (* 14. června 1975 Praha) je česká politička, v letech 2006 až 2010 a opět v letech 2014 až 2018 zastupitelka hlavního města Prahy, v letech 2016 až 2018 náměstkyně pražské primátorky, v letech 2006 až 2016 zastupitelka městské části Praha 6 (mezi lety 2014 a 2015 byla i místostarostkou MČ), členka Strany zelených.

## Profesní dráha
Absolvovala Gymnázium Litoměřická a vystudovala Filozofickou fakultu Univerzity Karlovy.
V roce 1993 pracovala rok jako asistentka v Institutu pro demokracii a jednotnou Evropu, v roce 1995 se podílela na vzniku nezávislého měsíčníku Parlamentní zpravodaj, ve kterém pracovala sedm let jako redaktorka a zástupkyně šéfredaktora.[zdroj?]
Mezi roky 2002 a 2003 působila jako redaktorka a šéfredaktorka portálu pro neziskový sektor Econnect. V letech 2004 a 2005 koordinovala činnost koalice SOS Praha a vedla projekt Dopravní alternativa (). Později byla na pozici projektové manažerky občanského sdružení Oživení, jehož náplní je problematika transparentnosti veřejné správy, prevence korupce a propagace ekologicky udržitelné dopravy.
V létě 2007 nastoupila na pozici vedoucí Oddělení vnitřní a vnější komunikace Státního fondu životního prostředí.. Od dubna 2011 do prosince 2014 pracovala jako ombudsmanka projektu Zelená úsporám.
Od roku 2019 pracuje kanceláři Zeleného kruhu, sdružení nevládních neziskových ekologických organizací.

## Politické působení
Ve Straně zelených zastávala funkci předsedkyně pražské organizace Strany zelených v letech 2005 až 2011 a 2. místopředsedkyně Strany zelených v letech 2010 až 2012.
V komunálních volbách v roce 2014 byla zvolena jako členka SZ za „Trojkoalici“ (SZ, KDU-ČSL a STAN) do Zastupitelstva Hlavního města Prahy. Zároveň obhájila post zastupitelky Městské části Praha 6, když jako lídryně vedla kandidátku Strany zelených. V listopadu 2014 se navíc stala místostarostkou Městské části Praha 6, na starosti měla oblasti dopravy, bezpečnosti a památkové péče. Dne 27. listopadu 2015 však byla z této pozice odvolána. Podle starosty městské části Ondřeje Koláře rozhodla dlouhodobá nespokojenost s prací radních za Stranu zelených. Podle Kolínské se jednalo o zástupné důvody. Dle jejích slov se blížila rozhodnutí v oblasti hospodaření městské části, při kterých by zelení zřejmě byli na obtíž. V červnu 2016 pak z důvodu změny trvalého bydliště na mandát zastupitelky městské části rezignovala.
V zastupitelstvu hlavního města byla v roce 2014 zvolena předsedkyní výboru pro legislativu, veřejnou správu, protikorupční opatření a informatiku.
V komunálních volbách v roce 2018 znovu kandidovala do Zastupitelstva hlavního města Prahy za Zelené, ale mandát zastupitelky se jí nepodařilo obhájit. Neuspěla ani s kandidaturou do Zastupitelstva městské části Praha 7 jako členka Zelených za subjekt "Piráti a Zelení Praha 7". Po obměně dozorčí rady Dopravního podniku hlavního města Prahy (DPP) zůstala z důvodu "zachování kontinuity práce dozorčí rady", coby "odbornice na územní plánování" na pozici její místopředsedkyně.

## Působení v pozici radní hlavního města pro územní rozvoj
Dne 28. dubna 2016 byla zvolena náměstkyní pražské primátorky, ve funkci nahradila Matěje Stropnického, který byl v říjnu 2015 ze své pozice odvolán. Pro Kolínskou hlasovalo 34 zastupitelů, na starost měla územní rozvoj.
Po svém zvolení se přihlásila k aktivnější bytové politice města. Pokračovalo se v transformaci tzv. brownfieldů (dnes opuštěné pozemky), Kolínská podmiňuje jejich zástavbu vznikem podrobnější územně plánovací dokumentace, jako je například územní studie nebo regulační plán. Příkladem je bývalé nákladové nádraží Smíchov, kde vzniká nová moderní čtvrť tzv. „Smíchov City“, bývalé nádraží Bubny, nebo Rohanský ostrov. Město tak bojuje proti rostoucím cenám bydlení. Kolínská obecně prosazuje transparentnější proces pořizování změn územního plánu a větší a včasné zapojení lidí nejen do územního plánování - z její iniciativy byla proto spuštěna aplikace Změna plánu. V té lze sledovat aktuální průběh pořizování změn a úprav platného územního plánu nebo si nastavit tzv. hlídacího psa s automatickou upomínkou na veřejné projednání.
Z její iniciativy se vypsala architektonicko-urbanistická soutěž na celkové řešení jednoho z největších náměstí v Praze - Vítězného náměstí, zlepšit by se měla kvalita života místních obyvatel a dopravní situace v okolí. Soutěže o návrh dlouhodobě prosazuje jako nejspravedlivější způsob zadávání architektonických veřejných zakázek vedoucí k nejlepším výsledkům.
Na její návrh byl do Prahy pozván významný dánský architekt a urbanista Jan Gehl, který navrhl projekt humanizace pražské severojižní magistrály. Rada hl. m. Prahy následně tento projekt, který měl vést k jejímu celkovému zklidnění, v roce 2015 schválila. V únoru 2018 byl projekt pozastaven pražskou primátorkou Adrianou Krnáčovou. Dalším plánovaným řešením dopravy v Praze je dostavba Pražského okruhu, ve kterém se Kolínská staví za údajně rychlejší, úspornější a šetrnější variantu tzv. „Duálu“. V rámci příprav stavby nové trasy metra D Kolínská se zasazovala o vypsání veřejných soutěží na podobu stanic metra, vyšla tak vstříc např. petici obyvatel, která soutěže požadovala. Kritizovala pak podmínky založení dceřiné obchodní společnosti Dopravního podniku (DPP), tzv. Společného podniku pro jeho výstavbu.
Jedním z jejích dalších témat je regulace reklamního smogu. Postupně se po dobu jejího mandátu v pražských ulicích regulace zpřísnila, reklama mizí například z ploch patřících magistrátu. Postupně by měla cílit i na plochy soukromé. Dlouhodobě také upozorňuje na problematiku prázdných domů v Praze a za jejího působení se veřejnosti zpřístupnily tzv. Radniční domy, nebo se v dříve opuštěném komplexu v Hybernské 4 založil kampus Filozofické fakulty Univerzity Karlovy. V kauze Libeňský most podporuje jeho zachování a rekonstrukci. Byla členkou přípravných skupin pro regulační řád při smogových situacích a pro přípravu hlavního města na klimatickou změnu. Byla též členkou Komise pro dokončení územního plánu hlavního města Prahy.

### Spor o Metropolitní plán
V září roku 2016 pražští radní odvolali ředitele Institutu plánování a rozvoje (IPR) Petra Hlaváčka, což vzbudilo kontroverze především na české architektonické scéně. Kolínská rozhodnutí zdůvodnila tím, že Metropolitní plán údajně nerespektoval schválené zadání a nebyl v souladu s nadřazenou Územní plánovací dokumentací (ÚPD). Pořízení Metropolitního plánu inicioval tehdejší první náměstek primátora a radní pro územní rozvoj, od června 2013 již primátor hl. m. Prahy, Tomáš Hudeček (TOP 09). Zastupitelstvo tehdy ubezpečil, že nový územní plán bude hotový do roku 2015. Příprava návrhu, který by byl v souladu s platnou legislativou, se ale zpozdila natolik, že Praha nebude mít územní plán hotový ani v roce 2020, jak požadoval stavební zákon. Petr Hlaváček oznámil kandidaturu do zastupitelstva hlavního města Prahy na období 2018 - 2022 za TOP 09.

## Ocenění
- Cena Josefa Vavrouška za výjimečný počin v ochraně životního prostředí za rok 2023[30]